# 모토로라 디파이
모토로라 디파이(MOTOROLA DEFY)는 모토로라 모빌리티에서 제조/판매하는 안드로이드 스마트폰이다. 출시당시 안드로이드 2.1 이클레어를 탑재하였다.

## 제품명
본제품명은 모토로라 디파이다. 제품코드는 MB525이다.

## 출시국가

### 표준모델
- 대한민국

그 외 다수 국가

## 색상
- 크림 화이트
- 제트 블랙

## 성능
구글 검색, Gmail, 구글지도, 구글 토크를 지원하며, 모토로라의 소셜 네트워킹 솔루션인 모토블러(MOTOBLUR)를 탑재하였다. 또한 생활 방수, 방진 기능 및 스크래치 방지 기능을 크게 강화한 3.7인치 정전식 터치스크린을 탑재한 스마트폰이다.

## 커스텀롬

### CM롬
공식지원은 CM7(진저브레드)가 최신이지만, CM9(ICS), CM10(젤리빈)도 배포중이다. 더불어 CM11(킷캣)이 배포되어 실사가 가능한 수준이다. 다만 ART로 돌릴 시 프리징 에러가 있다.

### MIUI롬
공식 지원은 진저브레드가 최신이다. 그러나 ICS인 JIUI(또는 WIUI) v4와 젤리빈 버전도 배포중이다.

## 같이 보기
- 모토로라 디파이+